# Abagrotis anchocelioides
Abagrotis anchocelioides (tên tiếng Anh: Blueberry Budworm Moth) là một loài bướm đêm thuộc họ Noctuidae. Loài này có ở miền nam Quebec tới North Carolina, phía tây đến miền nam Manitoba, North Dakota và Missouri.
Sải cánh dài 32–38 mm. Con trưởng thành bay từ tháng 6 đến tháng 9.
Ấu trùng có thể ăn trái của cây việt quất, các nguồn thức ăn khác chưa được biết rõ.